# Tubinga (região)
Tubinga (em alemão: Tübingen) é uma região administrativa (Regierungsbezirke) do estado da Alemanha de Bade-Vurtemberga, situada no sudeste do estado. A sua capital é a cidade do mesmo nome.
O território da região cobre a maioria da costa alemã do Lago de Constança (Bodensee), bem como o início do vale do Danúbio.

## Divisão administrativa
| Landkreise (distritos rurais) | Kreisfreie Stadt (cidade independente) |
| --- | -------------------------------------- |
| - UL - Alpes-Danúbio (Alb-Donau) - BL - Distrito dos Alpes de Zollern (Zollernalbkreis) - BC - Biberach - FN - Distrito do Lago de Constança (Bodenseekreis) - RV - Ravensburgo (Ravensburg) - RT - Reutlingen - SIG - Sigmaringa (Sigmaringen) - TÜ - Tubinga (Tübingen) | - UL - Ulm                             |

Os distritos rurais e a cidade independente estão agrupados em três sub-regiões ou associações regionais (Regionalverband):
- Danúbio-Iller (Donau-Iller): Alpes-Danúbio, Biberach e Ulm. Inclui também três distritos e uma cidade do estado da Baviera;
- Lago de Constança-Alta Suábia (Bodensee-Oberschwaben): Distrito do Lago de Constança, Ravensburgo e Sigmaringa;
- Necar-Alpes (Neckar-Alb): Distrito dos Alpes de Zollern, Reutlingen e Tubinga.

## Economia
O produto interno bruto (PIB) da região era de 80,8 mil milhões de euros (escala longa) em 2018, correspondendo a 2,4% da produção económica alemã. O PIB per capita ajustado ao poder de compra era de 40 100 euros or 133% da mérida da União Europeia no mesmo ano. O PIB por trabalhador situava-se em 108% da média da União Europeia. Estes valores fazem da região uma das mais ricas da Alemanha e da Europa.